# Wang Feng
Wang Feng (chiń. 王峰; pinyin Wáng Fēng; ur. 17 kwietnia 1979 w Jinan) – chiński skoczek do wody, mistrz olimpijski z Pekinu, sześciokrotny medalista mistrzostw świata.
Złoty medal igrzysk olimpijskich zdobył w skokach z 3 m platformy par synchronicznie (jego partnerem był Qin Kai). Czterokrotnie zdobył mistrzostwo świata skacząc z 1m trampoliny (2001) i z 3 m par synchronicznie (2005, 2007, 2009).